# لوسیو کوستا
 لوسیو کوستا (انگلیسی: Lúcio Costa؛ ۲۷ فوریهٔ ۱۹۰۲ – ۱۳ ژوئن ۱۹۹۸) یک معمار اهل برزیل بود.